# Cephonodes leucogaster
Cephonodes leucogaster là một loài bướm đêm thuộc họ Sphingidae. Nó được tìm thấy ở Madagascar.